# Волков, Константин Леонидович
Константи́н Леони́дович Во́лков (род. 20 сентября 1997, Мурманск, Россия) — российский хоккеист, вратарь.

## Биография
С 2014 по 2018 год выступал в системе петербургского СКА за «СКА-1946», «СКА-Варяги» и «СКА-Неву». За октябрь 2016 года Волков был признан в МХЛ лучшим вратарём Западной конференции, проведя 6 матчей (364 минуты), одержав 5 побед, а также записав на свой счёт два «сухаря» при коэффициенте надёжности 1.31 и проценте отражённых бросков — 93,2 % в среднем за игру. По итогам чемпионата МХЛ 2016/17 он также был признан лучшим вратарём турнира.
На драфте НХЛ 2016 года был выбран клубом «Нэшвилл Предаторз» в 6-м раунде под общим 168-м номером.
В августе 2018 года подписал контракт с красноярским «Соколом» из ВХЛ, за который провёл 6 официальных матчей при коэффициенте надёжности 3.01 и проценте отражённых бросков — 91,1 % в среднем за игру. Также на предсезонном турнире памяти Валерия Харламова был признан лучшим вратарём и в составе «Сокола» занял третье место.
В ноябре 2018 года Волков перешёл в ханты-мансийскую «Югру» в обмен на денежную компенсацию.
В октябре 2019 года был признан лучшим вратарём недели в ВХЛ, сыграв в двух победных матчах, одержав одну «сухую» победу и отразив 97,67 % бросков в створ ворот при коэффициенте надёжности 0,50. В сезоне 2019/20 наравне с Евгением Иванниковым был одним из основных вратарей «югорчан» и сыграл в 30 матчах регулярного сезона, что стало лучшим в карьере. В апреле 2020 года «Югра» продлила с ним контракт на 1 год.
В сезоне 2020/21 стал обладателем Кубка Петрова, проведя один из лучших для себя сезонов. В 26 матчах регулярного сезона коэффициент надёжности составлял 1.53, а процент отражённых бросков — 93,2 % в среднем за игру .
В 2021 году Волков перебрался в Финляндию, подписав годичный контракт с «Эссятом».
Весной 2022 года подписал двухлетний контракт с московским «Динамо». Перед сезоном 2024/25 перешёл в «Куньлунь Ред Стар». 
В декабре произошел обмен между Куньлунь и Лада, и теперь он играет в Хоккейной команде Лада.